# クリュチェフスカヤ山
クリュチェフスカヤ山（Klyuchevskaya Sopka、露: Ключевская сопка）は、カムチャツカ半島の最高峰で、ユーラシア大陸最高峰の活火山でもある。
山頂から西北西約11 kmのところにはウシュコフスキ火山、南西約5 kmにはカーメン火山、南南西約10 kmにはベズイミアニ火山など、これらの山々と連山をなす成層火山で、見る方向によっては富士山によく似ていることからカムチャツカ富士ともよばれる。標高は4750 mであるが、火山活動によって標高は変化する。山頂部の主火口のほか、山腹には多数の側火口をもつ。
晴れの日には北側にシベルチ山を望むことができる。

## 噴火歴
最も古い噴火の記録は1697年で、その後何度も噴火している。最近も毎年のように噴火しており、2005年5月からは噴火が継続状態となっており、2007年には火山灰を噴出させたほか、北西山麓に溶岩流を流下させている。
2010年10月28日にシベルチ山と共に噴火し、2013年10月中旬にもシベルチ山とともに火山活動を活発化させ、18日には火山灰が1万メートルに達した。2015年1月5日、噴煙が6000 mまで達し、北西山麓に溶岩流を流下させる噴火活動が確認されている。
2025年7月30日、噴火。同日、カムチャッカ半島の東方沖で発生した地震と関連する可能性もある。

## ギャラリー

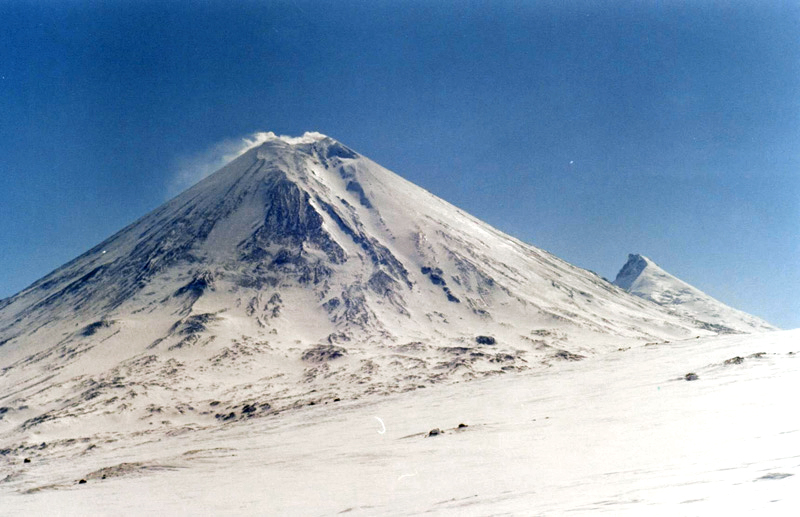
クリュチェフスカヤ山
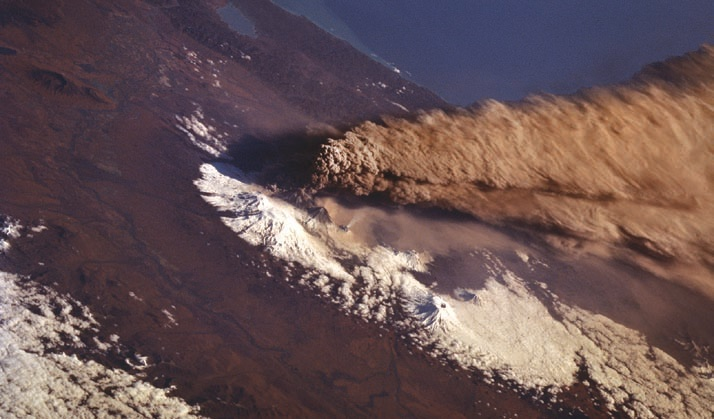
1994年10月の噴火 （スペースシャトルから撮影）